# 哥德堡
57°42′N 11°58′E / 57.700°N 11.967°E
哥德堡（發音：[jœtɛˈbɔrj] ⓘ，又譯作約特堡）是瑞典的第二大城市，仅次於首都斯德哥尔摩。哥特堡近邻挪威，也是瑞典经济最发达的城市之一。哥特堡是瑞典享譽全球的汽車製造廠沃尔沃汽車之創廠地，而瑞典超級足球聯賽中的哥登堡足球會則是一支以哥德堡為主場的球隊。同时它也拥有在斯堪的纳维亚地区最多學生的哥德堡大学。
约塔河在哥德堡流入卡特加特海湾，将城市分成了两个部分。约塔河的入海口很适合作为港口，因此哥德堡也是北欧国家里最大的港口城市之一。

## 历史

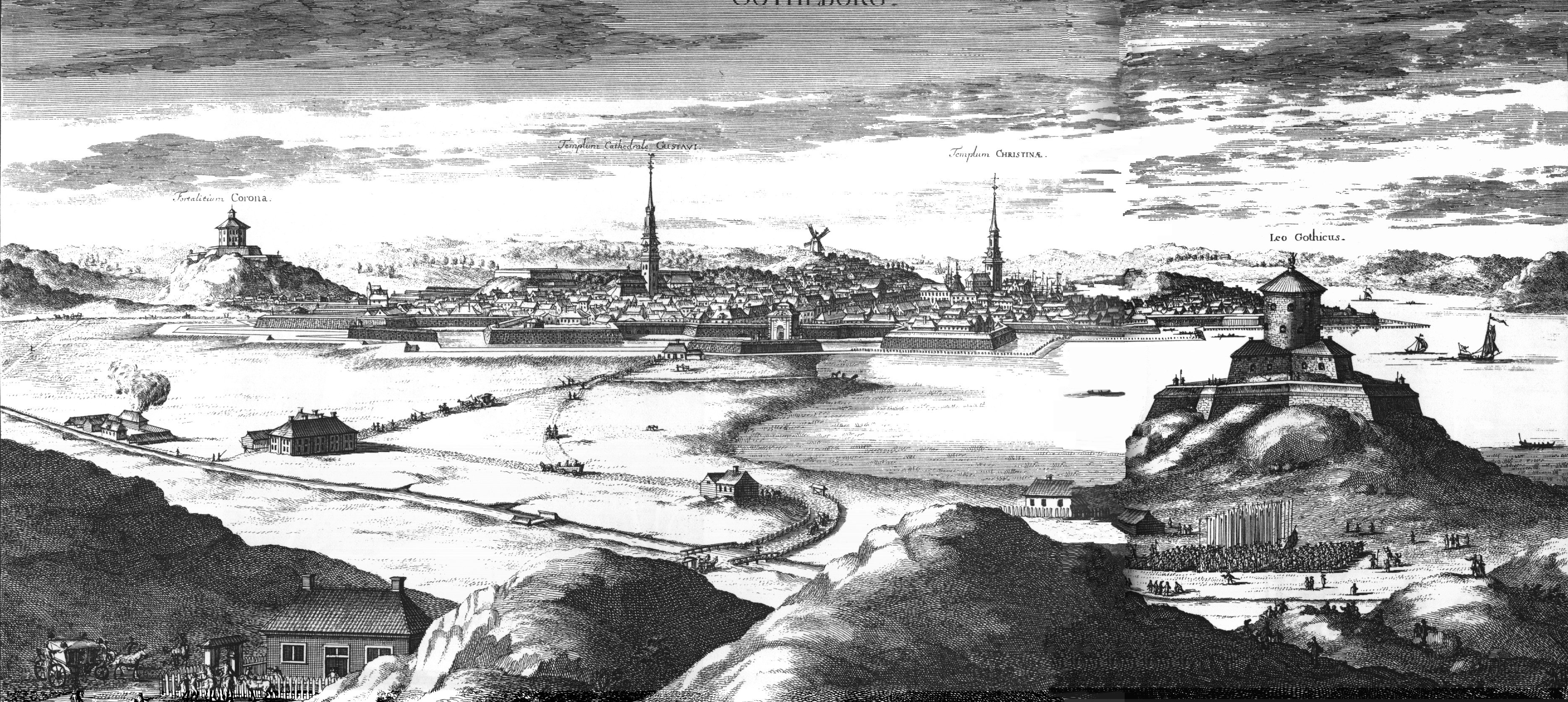
1700年左右的哥德堡

在16世纪和17世纪，哥德堡的位置对於整个瑞典来说有战略上的重要意义。它位於丹麥和挪威領土之間的瑞典西岸，是瑞典出海的西大门。在几次失败后，哥德堡於1621年由古斯塔夫二世国王成立。哥德堡的城市纹章里的狮子是来源於瑞典国徽，象征性地拿着一面有三顶皇冠图案的盾牌，来抵挡敌人的进攻。
根据1658年签订的《罗斯基勒条约》，丹麦-挪威割让了南面的丹麦哈兰和北面的挪威布胡斯省给瑞典，这样哥德堡的位置不像原来一样在一个突出的犄角上了，同时开始慢慢发展成西岸的一个重要的港口和贸易中心。
哥德堡是由瑞典国王招聘了一些丹麦的城市设计师设计规划的。运河的蓝图实际上和雅加達运河一样。
18世纪，渔业是哥德堡最重要的产业。1731年，瑞典东印度公司成立，和亚洲的国家建立了贸易往来，哥德堡开始繁荣起来。
随着与西方的贸易的增加和瑞典到北美的移民潮的兴起，哥德堡逐渐发展成瑞典的主要港口。从瑞典的移民在美国的內布拉斯加州建立了一个同樣名为哥德堡的小城市就可以看出哥德堡在瑞典移民潮的影响。
19世纪，哥德堡成为一个现代工业城市，人口也从1800年的13,000人增加到1900年的130,000人。20世纪发展起来的公司有成立於1907年的SKF和成立於1926年的沃尔沃集团。
近年来，工业遭遇了萧条期，新的产业开始兴起，比如广告业、文化业和教育业。

## 地理
哥德堡位於卡特加特海湾边，是约塔河和约塔运河的入海口。由於墨西哥湾流的影响，使得城市有温和多雨的气候。哥德堡群岛由荒芜的岩石和峭壁组成，是典型的Bohus地区海滩的地貌。

### 气候
| 哥德堡 (1991–2020)   | 哥德堡 (1991–2020) | 哥德堡 (1991–2020) | 哥德堡 (1991–2020) | 哥德堡 (1991–2020) | 哥德堡 (1991–2020) | 哥德堡 (1991–2020) | 哥德堡 (1991–2020) | 哥德堡 (1991–2020) | 哥德堡 (1991–2020) | 哥德堡 (1991–2020) | 哥德堡 (1991–2020) | 哥德堡 (1991–2020) | 哥德堡 (1991–2020) |
| 月份                 | 1月                | 2月                | 3月                | 4月                | 5月                | 6月                | 7月                | 8月                | 9月                | 10月               | 11月               | 12月               | 全年               |
| -------------------- | ------------------ | ------------------ | ------------------ | ------------------ | ------------------ | ------------------ | ------------------ | ------------------ | ------------------ | ------------------ | ------------------ | ------------------ | ------------------ |
| 历史最高温 °C（°F）  | 10.8 (51.4)        | 12.6 (54.7)        | 18.9 (66.0)        | 28.5 (83.3)        | 31.1 (88.0)        | 31.9 (89.4)        | 34.1 (93.4)        | 32.0 (89.6)        | 27.4 (81.3)        | 21.3 (70.3)        | 15.7 (60.3)        | 12.7 (54.9)        | 34.1 (93.4)        |
| 平均最高温 °C（°F）  | 7.8 (46.0)         | 8.1 (46.6)         | 12.9 (55.2)        | 20.8 (69.4)        | 25.4 (77.7)        | 27.6 (81.7)        | 29.2 (84.6)        | 28.4 (83.1)        | 23.3 (73.9)        | 17.2 (63.0)        | 12.1 (53.8)        | 9.8 (49.6)         | 30.3 (86.5)        |
| 平均高温 °C（°F）    | 3.0 (37.4)         | 3.2 (37.8)         | 6.4 (43.5)         | 12.1 (53.8)        | 17.0 (62.6)        | 20.1 (68.2)        | 22.5 (72.5)        | 21.9 (71.4)        | 17.7 (63.9)        | 12.0 (53.6)        | 7.4 (45.3)         | 4.2 (39.6)         | 12.3 (54.1)        |
| 日均气温 °C（°F）    | 0.8 (33.4)         | 0.7 (33.3)         | 3.0 (37.4)         | 7.7 (45.9)         | 12.4 (54.3)        | 15.7 (60.3)        | 18.3 (64.9)        | 17.7 (63.9)        | 14.0 (57.2)        | 9.0 (48.2)         | 5.1 (41.2)         | 2.1 (35.8)         | 8.9 (48.0)         |
| 平均低温 °C（°F）    | −1.5 (29.3)        | −1.6 (29.1)        | −0.1 (31.8)        | 3.6 (38.5)         | 8.1 (46.6)         | 12.0 (53.6)        | 14.5 (58.1)        | 14.1 (57.4)        | 10.6 (51.1)        | 6.3 (43.3)         | 3.0 (37.4)         | −0.2 (31.6)        | 5.7 (42.3)         |
| 平均最低温 °C（°F）  | −11.0 (12.2)       | −9.9 (14.2)        | −7.3 (18.9)        | −2.7 (27.1)        | 2.1 (35.8)         | 7.2 (45.0)         | 10.1 (50.2)        | 8.7 (47.7)         | 3.7 (38.7)         | −1.6 (29.1)        | −5.0 (23.0)        | −9.5 (14.9)        | −13.2 (8.2)        |
| 历史最低温 °C（°F）  | −18.5 (−1.3)       | −16.0 (3.2)        | −16.2 (2.8)        | −6.2 (20.8)        | −1.0 (30.2)        | 4.3 (39.7)         | 8.4 (47.1)         | 5.0 (41.0)         | 0.1 (32.2)         | −8.5 (16.7)        | −10.4 (13.3)       | −18.7 (−1.7)       | −18.7 (−1.7)       |
| 平均降水量 mm（）    | 83.0 (3.27)        | 61.0 (2.40)        | 54.0 (2.13)        | 51.3 (2.02)        | 54.3 (2.14)        | 73.7 (2.90)        | 81.4 (3.20)        | 92.8 (3.65)        | 80.0 (3.15)        | 102.9 (4.05)       | 84.7 (3.33)        | 93.1 (3.67)        | 912.2 (35.91)      |
| 来源：SMHI Open Data |                    |                    |                    |                    |                    |                    |                    |                    |                    |                    |                    |                    |                    |

## 政治
哥德堡的立法部门是市议会，一共有81位委员，四年一次由选民投票产生，议会由Jörgen Linder担任议会长。议会任命城市的管理委员会，由市长领导，现任市长是Anneli Hulthén，是瑞典社会民主党成员。副市长是Jan Hallberg。

## 交通
哥德堡的主机场为哥德堡—蘭德維特機場，位於东面20公里处的蘭德維特。略小一些的哥德堡市鎮機場位於西北方向14公里处。其他主要交通枢纽是哥德堡中央車站和尼爾斯·愛立信總站，来自瑞典不同地方、奥斯陆和哥本哈根的火车和汽车汇聚在那里。哥德堡还有一些轮渡航班来往於腓特烈港、基尔、克里斯蒂安桑和纽卡斯尔。
2006年10月，英国轮渡公司（现在由丹麦DFDS航运公司承担）的开往纽卡斯尔的轮渡航班终止了。这条线路开始於19世纪，公司废弃线路的原因是油价上涨问题和来自廉價航空公司的竞争，特别是瑞安航空公司。DFDS海运公司的姐妹公司DFDS Tor Line，将继续把游客通过飞机从哥德堡送到英国的几个城市，不过是小容量飞机，不是私人飞机。目前还不清楚哥德堡到克里斯蒂安桑的线路是否还将维持。

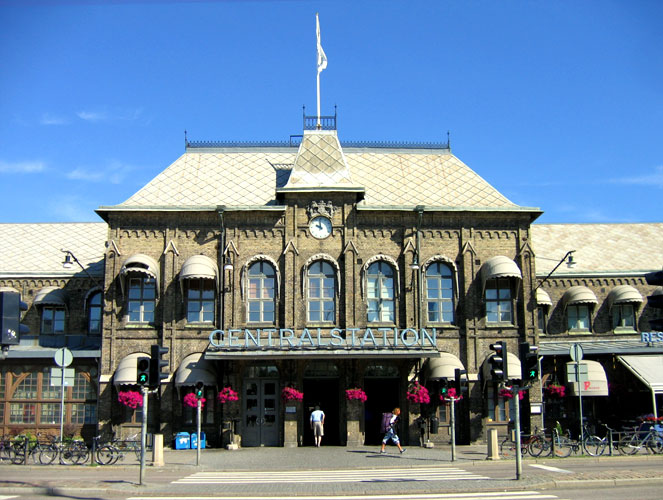
哥德堡中央车站

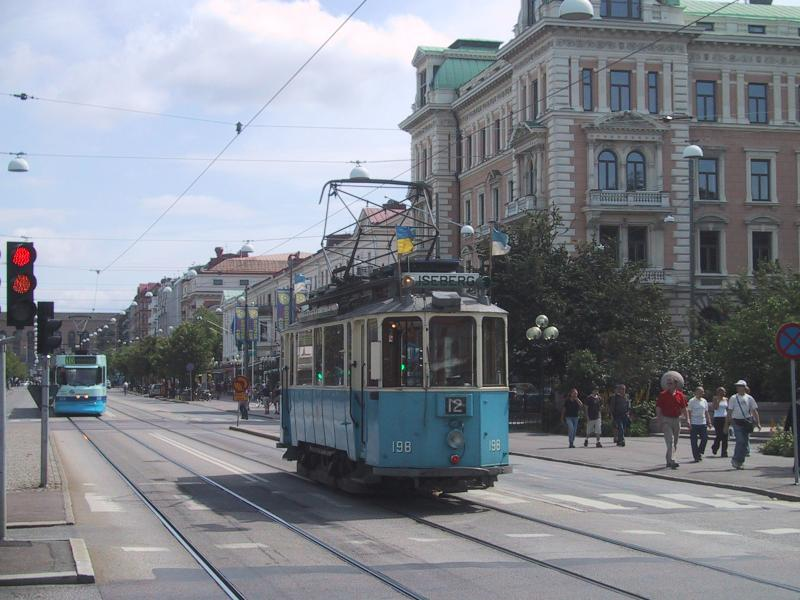
哥德堡電車，也是游客最爱乘坐的交通工具

哥德堡是一个货运中心，来自瑞典和挪威的火车和卡车通过哥德堡的港口将货物运往各地，它也是斯堪的纳维亚地区最大的港口，年吞吐量为3690万吨（2004年统计数据）。
哥德堡電車共有150公里长，也是北欧最大的有轨电车网。

## 人口
哥德堡同其它瑞典的大城市一样，有很大的移民人口。据2005年人口统计，有93,965位移民居住在哥德堡，大约佔总人口的20%。移民中大概有10%来自伊朗，9%来自芬兰。伊朗人，和其他中东国家（如伊拉克）的人，还有以前的南斯拉夫人，聚住在区和其他东北面的郊区小镇里。而来自其他国家的移民，如南欧的葡萄牙、意大利和希腊以及东欧国家，通常不聚住在一起。是很多中国人居住的地方。其他东南亚国家的人比较多的是泰国人和越南人。
2014年的哥德堡有174,540名移民居住，佔總人口約18%。
有反恐專家稱哥德堡為「瑞典聖戰分子中心」，2015年有報道指當地有至少150名聖戰分子加入恐怖組織伊斯蘭國。

## 经济
由於得天独厚的地理位置，哥德堡是斯堪的纳维亚地区最大的也是最重要的港口基地。哥德堡是瑞典东印度公司的总部，贸易和航运在18世纪是最重要的经济产业。之后工业发展起来，如SKF、沃尔沃集团和爱立信。
蓝领工业的支柱地位一直维持到1980年代，航运业开始走下坡路。现在城市已经发展成为一个综合性高科技工业城市，沃尔沃汽車是最大的雇主，另外有大批小软件公司成立起来。

## 教育
哥德堡有两所大学：哥德堡大学和查尔姆斯理工大学。它们都成立於19世纪，由私人捐助成立的综合性大学。现在学生的总数超过60,000人，也使哥德堡成为斯堪的纳维亚地区最大的大学城。哥德堡还有四所成人大学。
哥德堡大学由以下学院组成：
- 哥德堡商业经济与法律学院

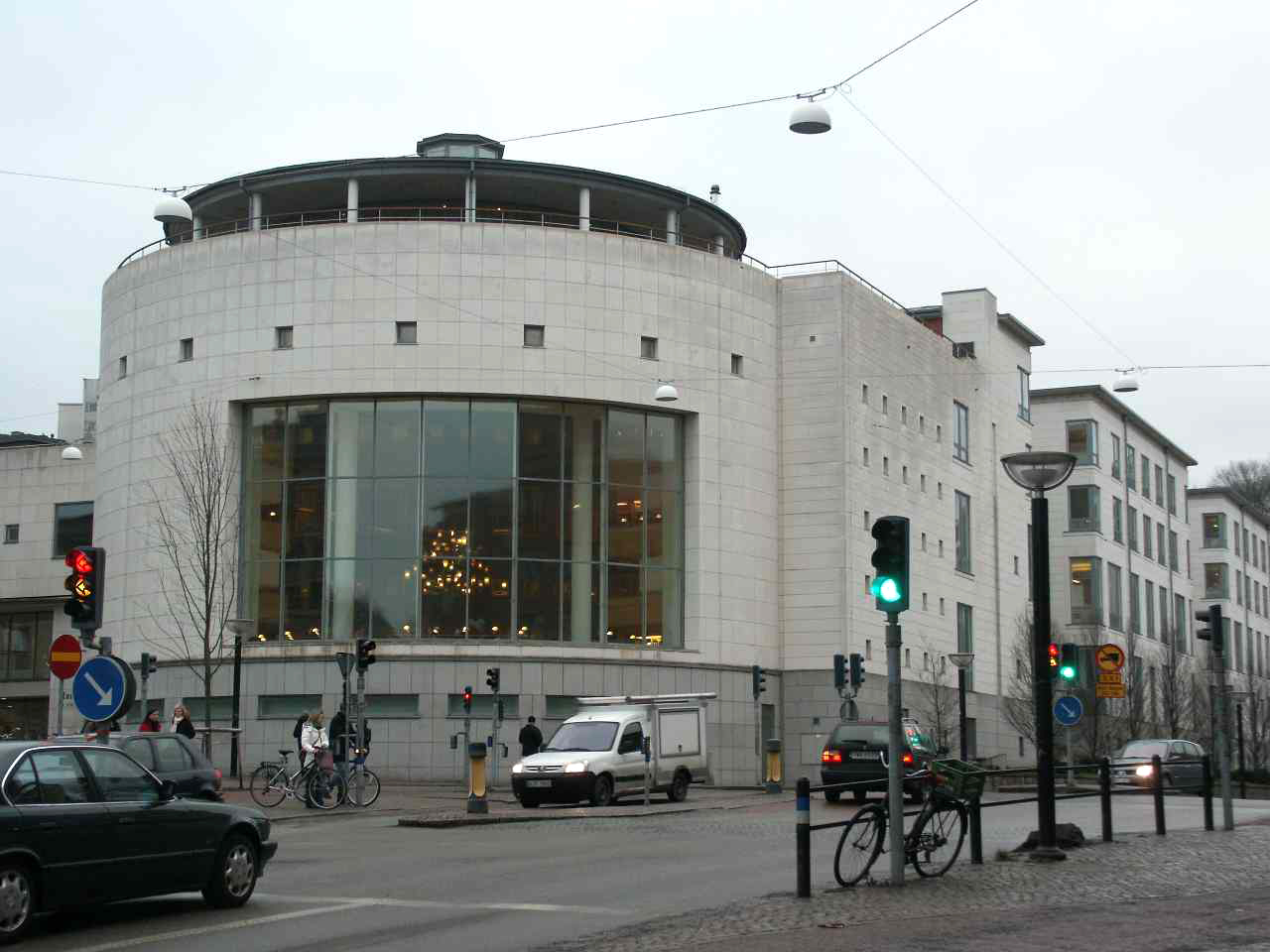
哥德堡商业经济与法律学院

- Sahlgrenska医学院（包括医院和医学院）
- Valand艺术学院
- HDK設計與工藝学院

其它：
- 哥德堡IT学院

## 文化

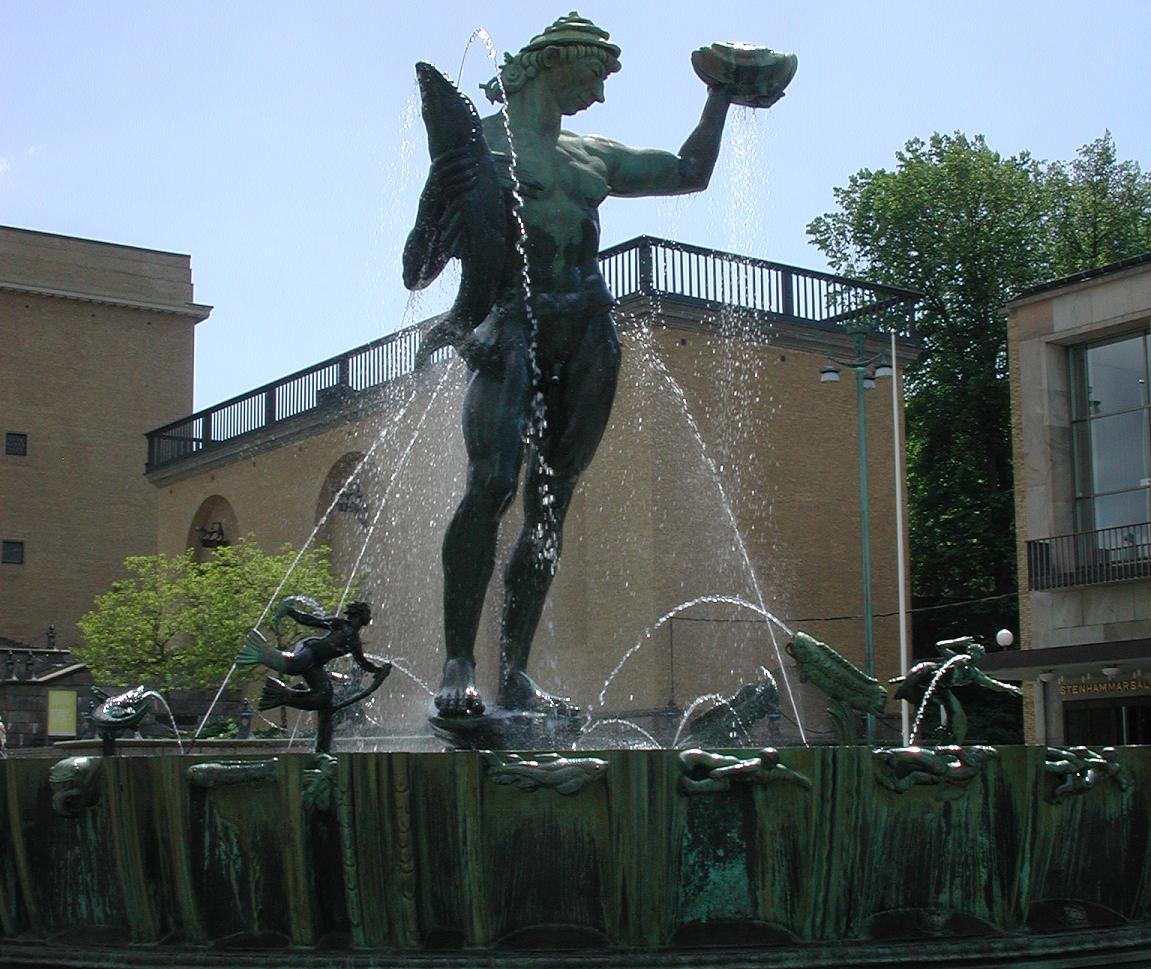
卡尔·米勒斯创作的波塞冬雕塑-哥德堡城市的象征

不言而喻，海、贸易和工业历史是哥德堡文化的组成部分。城市最吸引人的地方是里瑟本游乐园，全球十大游乐园之一，以全世界最陡峭的木质过山车而闻名。
1923年的哥德堡工业展见证了艺术博物馆和一大批相关机构的成立。而大批运动中心和文化机构的建立使城市的文化活动的地位越来越重要。城市里面还有很多免费的剧院如哥德堡城市剧院等。
每年举办的哥德堡电影节，是斯堪的纳维亚地区最大的电影节。

### 建筑
城市保留下来的17世纪的建筑已经很少了，因为除了军事和皇家的建筑外都是木头建造的。
第一个建筑高峰时期是18世纪，当时的东印度公司使瑞典成为一个重要的贸易城市。古典建筑风格石头矗立在运河的两岸。这个时期建筑的一个例子是东印度公司的房子，现在是哥德堡博物馆的所在地。
19世纪，有钱人开始陆续搬出城墙内的地区，城墙是丹麦-挪威联盟还是瑞典潜在威胁的时候建立起来保护城市的。这个时期建筑的风格是中产阶级喜欢的折衷的，学院派的，有点过於注重装饰的风格。工人阶级居住在拥挤的Haga区的木头房子里面。

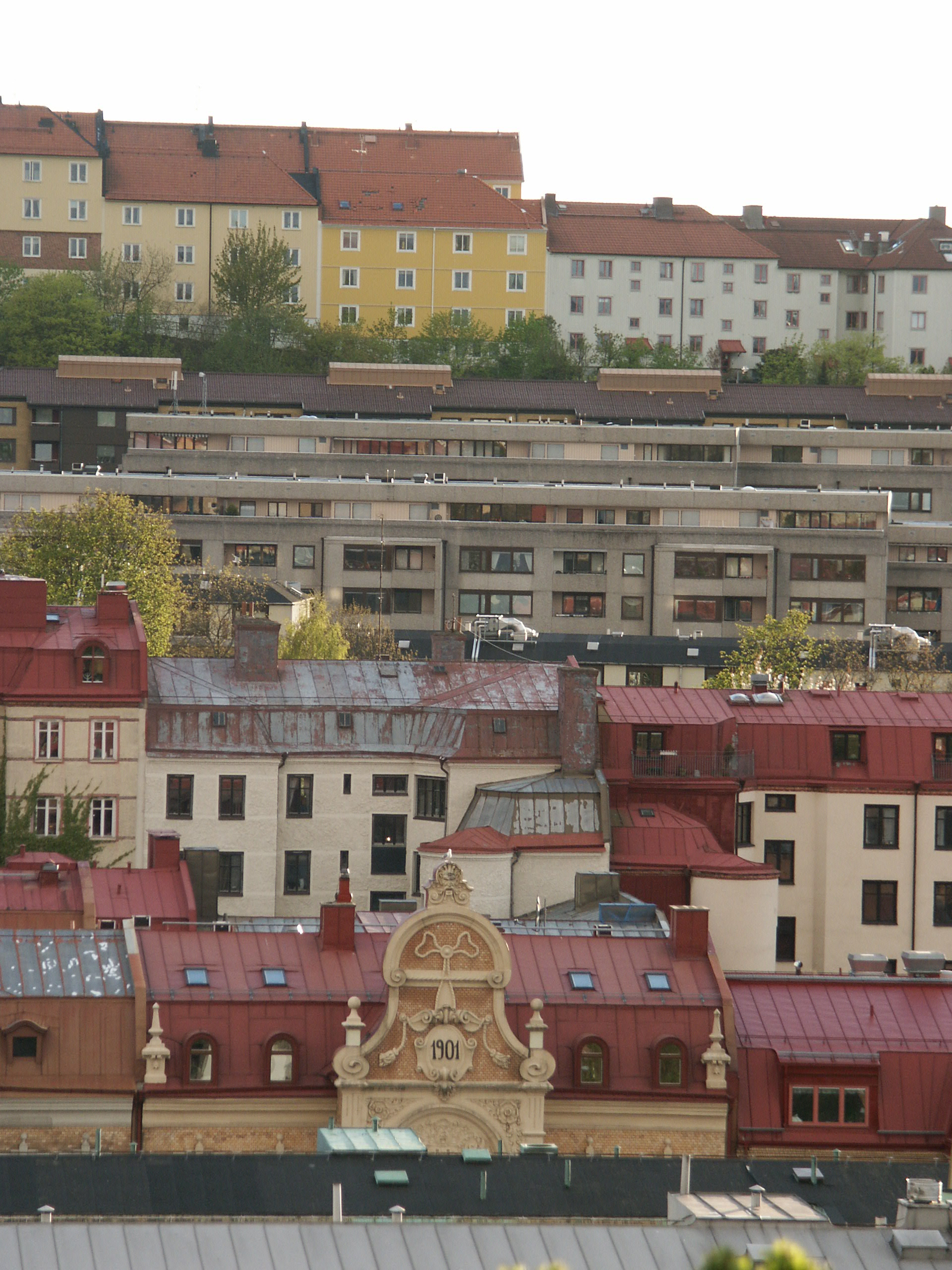
哥德堡Masthugget山的建筑群，底下是19世纪的建筑，中间是粗野主义建筑，最上面是更古老的Landshövdingehus风格的建筑。

从建城以来最重要的一个城市建设计划是19世纪Kungsportsavenyn街的建造。两边的建筑是城市最典型的建筑，称作风格，造於19世纪末期，三层楼的一座房子，其中一楼是石头建造的，另外两层是木头建造的。
20世纪早期在哥德堡的建筑历史中是一段非常重要的时期。浪漫主义风格流行，很多有纪念意义的建筑就是那个时期建造的，如Masthugget教堂。
在1920年代早期，当城市庆祝建城300周年的时候，新古典主义风格的广场奠基。
之后，哥德堡和瑞典其它城市的建筑风格转为实用主义风格，特别体现在县和县。1950年代，乌勒维体育场（Ullevi）建成，并作为1958年世界盃足球賽的主体育场之一。
1980年代，随着等建筑家的出现，后现代主义的建筑逐步矗立在哥德堡。一个值得提起的建筑是电视塔，是世界上极少数的半钢索塔之一。

### 音乐
哥德堡有丰富的音乐资源。哥德堡交响乐团演奏的古典音乐举世闻名。乐队也很多，如Soundtrack of Our Lives和爱司基地代表了城市的流行音乐。
哥德堡的死亡旋律金属音乐也很有名气，甚至被称作「哥德堡之声」。哥德堡的死亡金属音乐之所以独一无二是因为它非常优美，并改进了吉他的节奏和和弦，清澈的歌声让人回味，取代了以往的死亡金属那种低沉混浊的声音。哥德堡自己的乐队At the gates,In Flames和Dark Tranquillity是这种音乐风格的代表。哥德堡的金属音乐影响了大量的欧洲的甚至全球的金属乐队，包括芬兰、美国和加拿大。

### 美食和咖啡
由於紧邻海边，哥德堡有很多顶级的海鲜餐馆。哥德堡还拥有不少顶级主厨，在过去的几十年里一共有7位哥德堡的主厨夺得了瑞典年度主厨大奖。最出名的购买新鲜食材的地方是，一个室内的鱼市场，建筑的外观与哥特式教堂很相像。2006年，有4家餐馆被《米其林指南》杂志评为星级餐馆。
哥德堡也许是全瑞典咖啡馆最集中的城市，城市中心有大量的学生有喝咖啡的传统习惯。咖啡馆的数量在1990年代大幅度增长。哥德堡也有很多酒吧和迪厅。

### 运动
| 举办的比赛： - 1973年世界击剑锦标赛 - 1992年欧洲足球锦标赛 - 1993年男子手球世界锦标赛 - 1993年网球世界锦标赛 - 1995年世界田径锦标赛 - 1997年世界游泳锦标赛（短池） - 1997年网球戴维斯杯决赛，瑞典-美国 - 1997年世界拉丁舞锦标赛 - 1998年世界拉丁舞锦标赛 - 1999年欧洲田径锦标赛（青年组20-22岁） - 2002年世界男子手球锦标赛 - 2002年世界冰球锦标赛 - 2002年沃尔沃航海赛 - 2003年世界滑冰锦标赛 - 2004年世界滑冰锦标赛（短道） - 2004年决赛 - 2006年沃尔沃航海赛 - 2006年欧洲田径锦标赛 | 球队： - Frölunda HC（冰球） - GAIS哥德堡足球俱乐部（足球） - 哥德堡足球俱乐部（足球） - BK哈肯足球俱乐部（足球） - Qviding FIF（足球） - Västra Frölunda IF（足球） - 奥尔格里特足球俱乐部（足球） - Kopparbergs/Göteborg FC（女子足球） - Jitex BK（女子足球） - Göteborg Berserkers（澳式足球） |

## 旅游
古斯塔夫阿道夫广场（Gustaf Adolfs Torg），位于哥德堡市中心。广场中间有哥德堡城的建造者瑞典国王古斯塔夫阿道夫的雕像。广场西边是完工于1673年的市政厅（Rådhuset）。
小博门码头（Lilla Bommens Hamn），哥德堡旧码头所在地。码头上停泊着维京号四桅白色帆船。码头旁高86米，红白相间的Utkiken塔楼，是哥德堡最高的建筑。
哥塔广场（Götaplatsen），是哥德堡的文化中心。广场中间有瑞典著名雕塑家米勒斯的作品希腊海神波賽冬雕像。广场周围的教主多为1923年世博会时所建。
阿尔弗斯城堡（Älvsborgs Fästning），在哥塔河出海口的小岛上。城堡建于16世纪末，用于哥德堡的军事防卫，18世纪改为监狱。城堡里有一个小教堂，经常有人在这里举行婚礼。从小博门港有渡船前往阿尔弗斯城堡，大约需要30分钟。

### 风景名胜

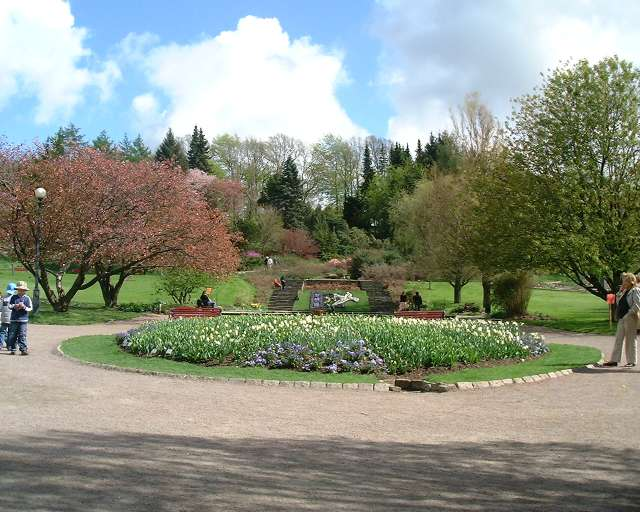
哥德堡植物园入口

哥德堡有很多值得一游的风景名胜。哥德堡歌剧院，於1994年举行了落成典礼。关於艺术的哥德堡艺术博物馆，关於海的历史、科学等的世界文化博物馆於2004年成立。
是城市最主要的林荫大道，建立於1860年代到1879年代之间，总长两公里。它从旧城的护城河开始，一直延伸到約塔广场，也就是哥德堡艺术博物馆和其他一些文化建筑的所在地。
林荫大道经过大剧院，这是一座建造於1859年的新文艺复兴风格的剧院，也是酒吧和餐馆的聚居之处。
哥德堡植物园是欧洲最优美的植物园之一。
"Slottskogen"公园是哥德堡最大的公园，哥德堡自然历史博物馆就坐落在那里，也是哥德堡最古老的天文台所在地，还有一个动物园和儿童公园。同时
里瑟本游乐园位於城市的最中心地区，是斯堪的纳维亚地区最大的游乐园，每年吸引大量游客（大於300万）游玩。里瑟本游乐园边上是科学发现中心。
哥德堡另一个吸引人的地方是岸边的群岛，可以通过船只到达。Älvsborg Fortress岛、Vinga岛和Styrsö岛都是很著名的岛屿。

## 友好城市
- 挪威卑爾根
- 芬蘭圖爾庫
- 丹麥奧胡斯
- 挪威奧斯陸
- 法國里昂
- 波蘭克拉科夫
- 俄羅斯聖彼得堡
- 愛沙尼亞塔林
- 德國羅斯托克
- 西班牙巴達洛納
- 美國芝加哥
- 南非伊莉莎白港